# Parabomis
Parabomis är ett släkte av spindlar. Parabomis ingår i familjen krabbspindlar.
Kladogram enligt Catalogue of Life:
| Parabomis | \| \| Parabomis anabensis \| \| \| \| \| \| Parabomis levanderi \| \| \| \| \| \| Parabomis martini \| \| \| \| |
|           | \| \| Parabomis anabensis \| \| \| \| \| \| Parabomis levanderi \| \| \| \| \| \| Parabomis martini \| \| \| \| |
|           | Parabomis anabensis                                                                                             |
|           | |
|           | Parabomis levanderi                                                                                             |
|           | |
|           | Parabomis martini                                                                                               |
|           | |